# 中华人民共和国性教育
在中华人民共和国，性教育主要面向青少年，以普及性健康知识和生殖健康教育为主，旨在帮助青少年了解生殖系统、避孕方法、性传播疾病的预防，以及培养尊重他人和负责任的性行为。1949年后，性教育尚未完全封闭。1950年代后期反右运动开始到文化大革命结束，性教育基本从社会公共事业和教育体系中消失，直到文革结束后才恢复。2002年《中华人民共和国人口与计划生育法》实施，开展性教育首次被写入法律。2011年国务院发布的《中国儿童发展纲要（2011-2020年）》明确提出“把性与生殖健康教育纳入义务教育课程体系”。2020年10月，全国人大修订《未成年人保护法》，首次将“性教育”纳入其中，规定“学校和幼儿园应对未成年人开展适龄的性教育，以提高其防范性侵害和性骚扰的意识和能力”。
尽管性教育在学校逐渐推广，但中国的性教育发展仍不均衡。受社会传统观念影响，教学较为保守，主要集中在生理知识和道德观念教育上，忽视性別認同、性行为、性权利等。同时，不同地区的性教育质量差异显著。根据联合国教科文组织于2018年发布的报告，中国的性教育在政策和实施方面仍面临挑战，需要进一步完善课程设置和教师培训，以提高青少年的性健康意识和自我保护能力。

## 历史背景
性教育在古代中国已有迹可循，如《易经》、房中术等，对性交与生殖均有具体描写。不过系统化的性教育直至民国时期才出现。1921年，中華民國衛生部颁布《学校卫生实施方案》，性教育正式被纳入公共教育体系。1929年，教育部颁布了《初级中学生理卫生暂行课程标准》，首次在教材大纲中出现“性的发育行为和责任”的内容要求。此后，性教育内容逐渐被纳入中学教科书，涵盖性生理、性心理、性卫生等主题。1929年至1948年间，教育主管部门多次颁布并修订初中、高中及师范学校的性教育课程标准，性教育在中国基础教育阶段逐渐呈现“制度化”和“规模化”特点。

## 现状

### 学校教育

#### 中小学
2021年9月，国务院发布了《中国儿童发展纲要（2021-2030年）》，明确提出“适龄儿童普遍接受性教育”的目标。同年11月，教育部发布了《生命安全与健康教育进中小学课程教材指南》，强调在中小学课程中纳入性健康教育内容，包括预防性侵害和识别抑郁等方面的教育。
目前，中国的性教育主要面向学生传授性生理知识、性健康卫生、安全防护意识等内容，且以预防艾滋病为重点。性教育在各地和各学段的实施形式有所不同，通常在课程设置、知识内容以及授课方式上有所差异。根据联合国教科文组织2018年针对中国6个省份、30所初级中学的调查，96.71%的学生表示接受过性教育，且主要是在初中一年级至二年级进行。
目前在中国绝大部分地区的中小学校中，性教育主要以“融入式”课程教育的模式展开，即利用其他课程的整节课时，就性教育的某一话题进行专题授课，或是在其它课程的教学中结合某一点进行性教育（如“体育与健康”、“生物”、“心理健康教育”等科目中），尚未成为独立学科。融合式教学虽然减少了课表安排的压力，但难以监测和评估教学效果，且可能限制教学方法的多样性。此外，性教育课时普遍不足，常以讲座或单次课程形式进行，难以满足学生的全面需求。再者，专业师资匮乏也导致教育效果有限。
一些发达地区如北京、上海的学校已尝试将性教育作为独立课程或是开展专题讲座的形式进行教学，内容较为全面。例如，北京师范大学附属实验中学自2007年起与北京师范大学合作，开展全面性教育课程，内容涵盖生理、心理和社会等多个方面，旨在帮助学生全面了解性健康知识。但由于社会观念的差异，此类课程的覆盖面和深度仍有待推广和规范。 保守社会观念对性教育在中小学阶段的全面推广造成了阻碍。尽管全球范围内的研究已对此做出驳斥，一些家长及教师仍然认为过早的性教育可能引发孩子的好奇心，甚至导致过早发生性行为。

#### 高校
以知识获取为主要目的的性教育本应在中小学性教育中就已完成，但由于中国中小学性教育的不完善甚至缺位，导致大学性教育在中国变得尤为紧迫。然而，系统和全面的性教育在中国高校中依然严重缺乏。根据性学家彭晓辉的研究，截至2019年中国只有三分之一的高校开展过与性教育有关的讲座，只有不到10%的高校过去或正在开设相关课程，且多为选修课，覆盖面有限。中国当代大学生（即1995年后出生者）的性态度较为开放。根据《2019-2020全国大学生性与生殖健康调查报告》，超过半数的大学生可以接受婚前性行为（男生75.14%，女生55.03%），对开房或同居持接受态度（男生83.85%，女生60.97%）。与此同时，中国大学生的性知识普遍匮乏，主要通过网络、文学作品、同辈闲聊等获取相关知识与观念。